# ان‌جی‌سی ۶۳۴
ان‌جی‌سی ۶۳۴ (انگلیسی: NGC 634) نام یک کهکشان مارپیچی در صورت فلکی سه‌سو است.